# Тиравере
Ти́равере (ест. Tõravere alevik) — селище в Естонії, у волості Нио повіту Тартумаа.

## Населення
Чисельність населення на 31 грудня 2011 року становила 282 особи.

## Географія
Через населений пункт проходить автошлях 3 (Йигві — Тарту — Валґа), естонська частина європейського маршруту E264. Від селища починається дорога 22190 (Ригу — Меері — Тиравере)

## Історія
Перші згадки про село під назвою Terrawera датуються 1582 роком.

## Тартуська обсерваторія
У селищі розташовується Тартуська обсерваторія, найбільший в Естонії професійний науковий центр досліджень в галузі астрономії. Обсерваторія переїхала до Тиравере в 1964 році, коли в селищі було закінчено будівництво комплексу, що тривало впродовж 1958—1964 років. Обсерваторія має найбільший телескоп Естонії з 1,5-метровим дзеркалом (працює з 1975 року). З 1964 року діє метеорологічна станція Тарту-Тиравере.

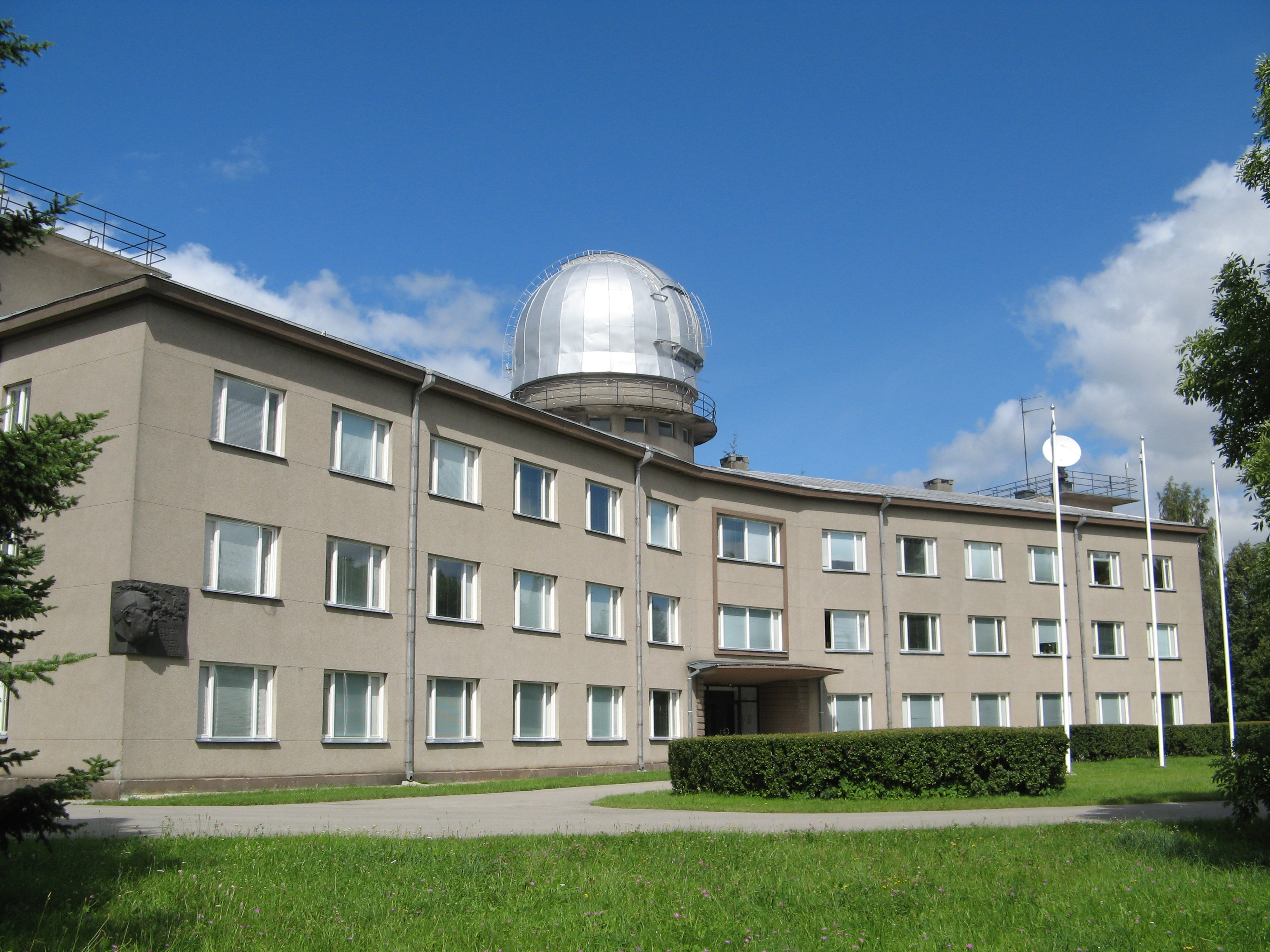
Тартуська обсерваторія
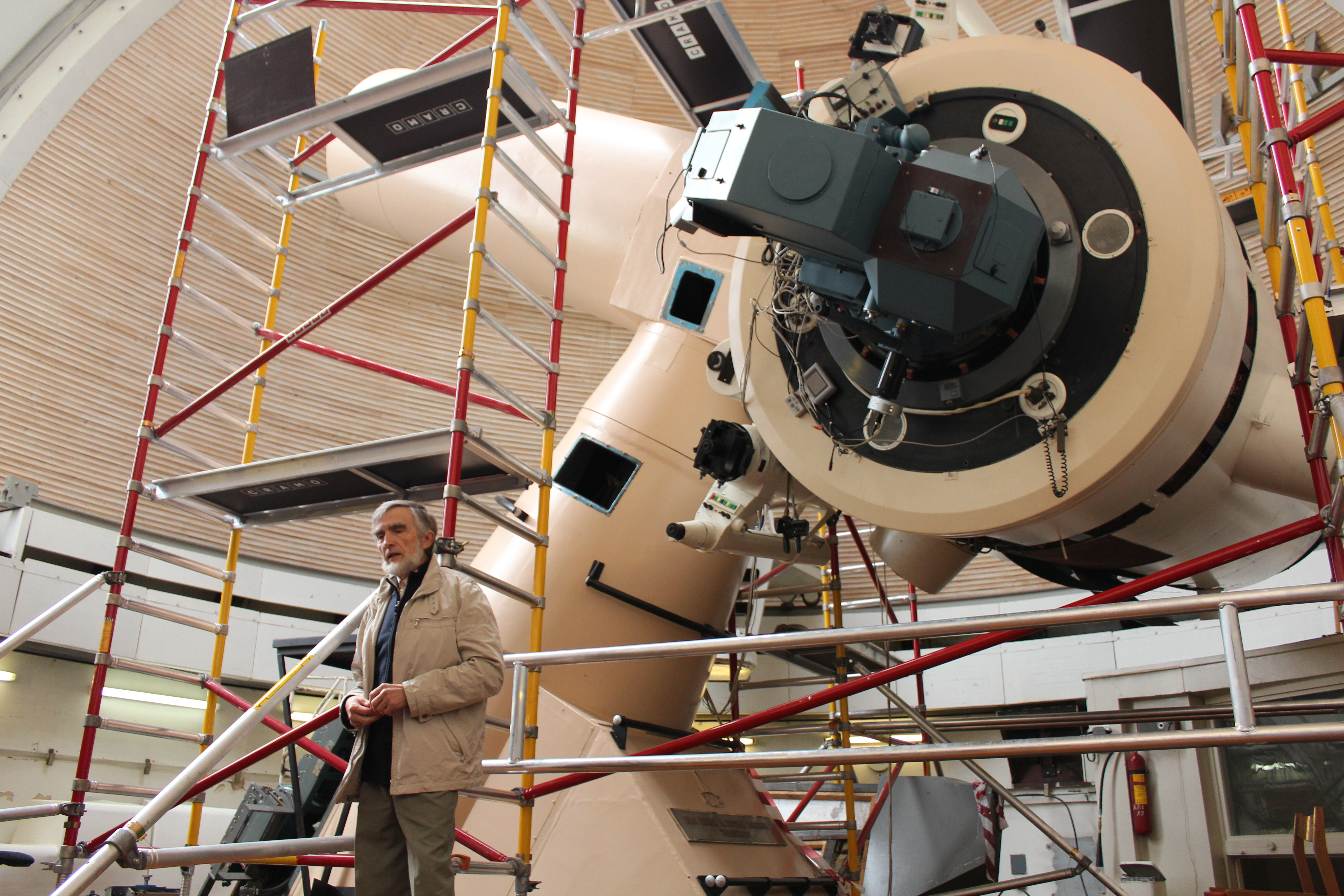
Найбільший телескоп в Естонії
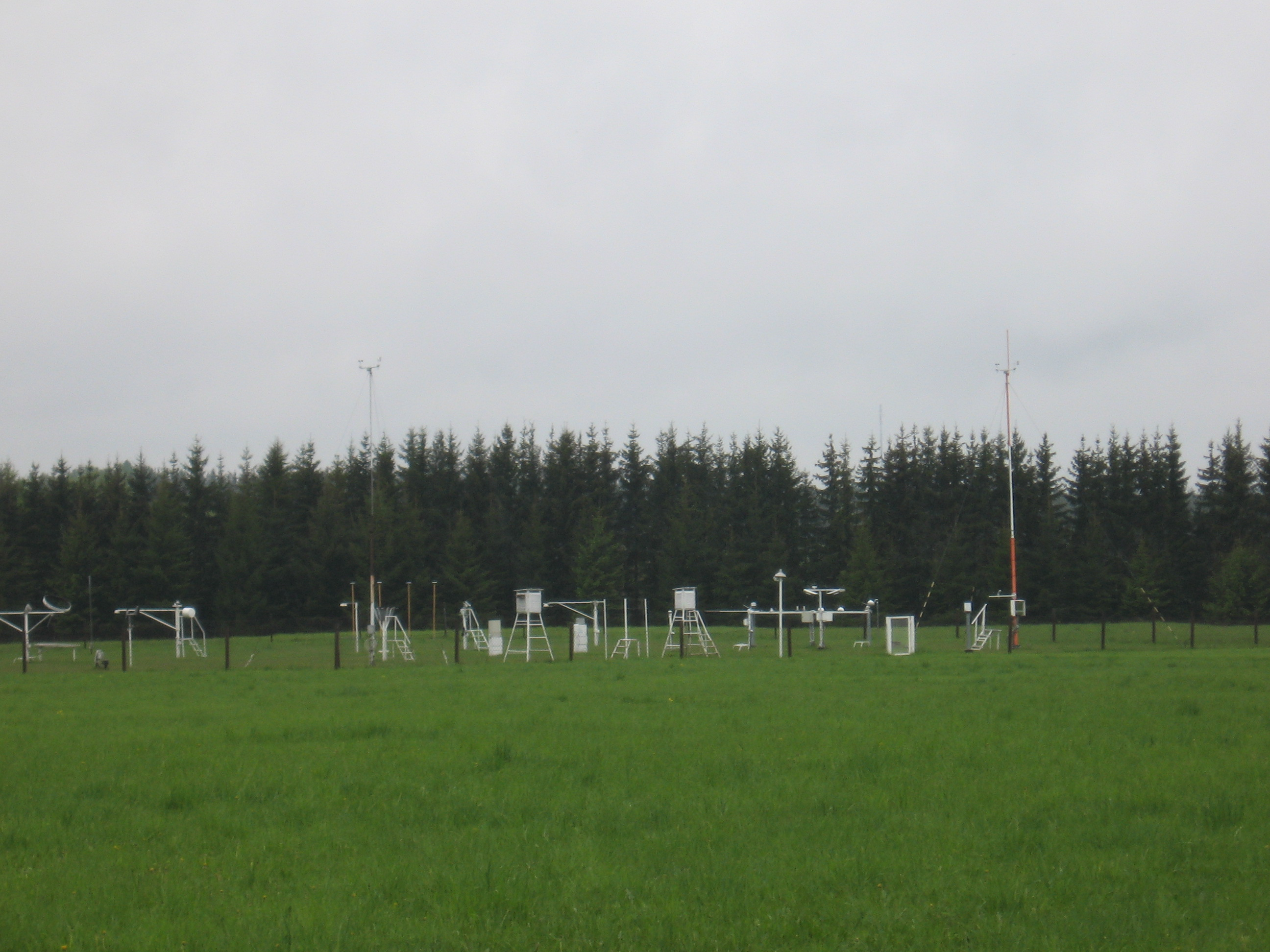
Метеостанція